# Kvitfjell
Kvitfjell (pol. Biała Góra) – norweski ośrodek narciarski położony na południu kraju, w okręgu Innlandet, w górach Górach Skandynawskich. Leży na wysokości od 185 do 1039 m n.p.m. Znajdują się tam 23 trasy: 5 dla dzieci, 9 dla początkujących, 6 dla średnio zaawansowanych oraz 3 dla zaawansowanych narciarzy. Znajduje się tam też snowpark oraz 120 km tras dla biegaczy narciarskich. Trasy obsługuje 9 wyciągów.

## Zimowe Igrzyska Olimpijskie 1994
W 1994 roku odbywały się tutaj konkurencje narciarstwa alpejskiego w ramach zimowych igrzysk olimpijskich. W Kvitfjel rozegrane zostały dwie konkurencje zjazd i super gigant na stokach wschodnich. Zaś konkurencje klasyczne odbyły się na stokach zachodnich w miejscowości Hafjell.

## Puchar Świata w narciarstwie alpejskim
Kvitfjell jest stałym gospodarzem pucharu świata w narciarstwie alpejskim, zwykle odbywa się na początku marca. Trasy alpejskie rozpoczynają się tuż poniżej szczytu płaskowyżu i mają nieco ponad 3 km długości. Zaprojektowane przez Bernharda Russi na Zimowe Igrzyska Olimpijskie 1994 i nazwane Olympiabakken. Puchar Świata odbyły się tu nieprzerwanie od 1995 roku.